# TTA (코덱)
TTA(The True Audio, 티티에이, 더 트루 오디오)는 무손실 가역압축 오디오 포맷이다. 알렉산더 쥬릭(Alexander Djourik)이 개발했다. 오늘날의 일반적인 아날로그 오디오 샘플에 대하여 비교적 좋은 성능을 보여주는 적응형 예측 필터(adaptive prognostic filters)들에 기반하고 있다.

## 특징
- 30% 정도의 용량 압축이 가능하다.
- 리얼타임 디코드/인코드 알고리즘을 채용했다.
- 오픈 소스 포맷으로 GPL을 따른다.
- MP3에서 이용하여 대중화된 ID3태그와 APE의 태그를 사용할 수 있다.
- 마트료시카에 대응한다.
- 확장자는 .tta로, 파일 정보를 담은 CUE 파일과 함께 하나의 마트료시카 포맷으로 합칠 수 있다. 다음과 같이 사용할 수 있다.

(tta+cue).mka
(DivX+TTA).mkv
- 하드웨어 압축 지원

TTA는 8, 16, 24 비트 데이터에 대하여 무손실 압축을 수행한다. "무손실"이란 말은 데이터 압축 후에도 원본 데이터가 그대로 보존된다는 말이다 - 사용자가 압축을 다시 풀면, 원본 데이터와 똑같은 데이터를 얻을 수 있다. TTA의 압축률은 어떤 음악을 압축하느냐에 따라 달라진다. 보통 30% - 70%의 압축률을 보여준다. TTA 포맷은 또한 ID3v1, ID3v2 태그를 지원한다.

## TTA 프로젝트
TTA 프로젝트는 다음과 같은 것들을 제공한다:
- 자유(free) 파일 형식이자, 간단한 파일 형식
- 인기있는 미디어 플레이어들에 대한 플러그인
- TTA 다이렉트쇼 필터들
- Tau Producer - 마이크로소프트 윈도우용 GUI가 들어가 있는 압축기
- C/C++ TTA 개발 라이브러리들

## 같이 보기
- 멍키 오디오
- FLAC
- 마트료시카 (포맷)